# Evelyn de Oliveira
Evelyn Vieira de Oliveira (Mauá, 17 de agosto de 1987) é uma jogadora de bocha paralímpica brasileira. Ganhou medalha de ouro nos Jogos Paralímpicos de Verão de 2016.
Faz parte do Time São Paulo, formado em uma parceria entre o Comitê Paralímpico Brasileiro e a Secretaria de Estado dos Direitos da Pessoa com Deficiência de São Paulo. Também é atleta do SESI.

## Carreira
Nascida em Mauá, São Paulo, Evelyn foi diagnosticada com atrofia muscular espinhal, uma doença congênita que limitou seus movimentos dos membros superiores, e paralisou os inferiores. Obteve sua primeira cadeira de rodas aos 14 anos. No ano 2000, se mudou para Suzano, onde morou por anos, até que aos 22 anos de idade conheceu a bocha, convidada por uma professora do SESI, que a viu passeando no shopping.
Participou de um Campeonato Regional em 2011, e foi vice-campeã. Na Copa Rio em 2012, foi campeã. Venceu também o Campeonato Brasileiro em 2014.
Foi convidada a participar da seleção brasileira, e participou da Copa América 2015, realizada em em Montreal, no Canadá, onde obteve a medalha de ouro.

### Atleta paralímpica
Acumulando vitórias, participou dos Jogos Paralímpicos de Verão de 2016 no Rio de Janeiro, representando seu país na categoria duplas mistas BC3, ao lado de Antônio Leme e Evani Soares da Silva. A final foi disputada contra a equipe da Coreia do Sul, formada por Ho Won Jeon e Han Soo Kim. A partida envolveu uma decisão polêmica da arbitragem, segundo a qual a calha - que auxilia no lançamento das bolas - deveria ter sido movida entre uma jogada e outra, mas não foi. Ao final, os brasileiros conquistaram a vitória por 5 a 2 sobre a dupla coreana, e Evelyn recebeu a medalha de ouro na modalidade.
Nos Jogos Paralímpicos de 2016, Evelyn também competiu na modalidade individual misto. Obteve duas vitórias e nenhuma derrota na fase de grupos, no grupo H, e chegou até as quartas-de-final, quando foi eliminada pelo coreano Ho Won Jeong.
Em 2017, ganhou um troféu de melhor atleta da bocha do Prêmio Paralímpicos 2017.
Foi competir em Lima, no Peru, nos Jogos Parapan-Americanos de 2019, nas modalidades individual e duplas BC3. Foi medalhista de ouro na modadalidade individual, dividindo o pódio com o brasileiro Mateus Carvalho, que ficou com o bronze. Na modalidade de duplas, ela, Mateus e Antônio Leme obtiveram o ouro.
Participou também dos Jogos Paralímpicos de Verão de Tóquio, ocorridos em 2021, onde foi porta-bandeira.

### 2023
Em setembro de 2023, Evelyn participou de dois eventos ocorridos em Fortaleza, Ceará. O Fortaleza World Boccia Cup 2023 (Copa do Mundo de bocha paralímpica), ocorreu entre os dias 2 e 9 de setembro. Na fase de grupos, obteve o marcante resultado de 10 a 0 contra Sze Ning Toh, de Singapura. Ganhou a disputa das quartas-de-final, mas perdeu a semi-final. Na disputa pelo terceiro lugar, ganhou por 4 a 1 da polonesa Edyta Owczarz, e recebeu a medalha de bronze em sua modalidade.
Já o Campeonato Brasileiro de Bocha ocorreu logo em seguida, entre os dias 9 e 15 de setembro. Evelyn derrotou Evani Calado na final, garantindo o ouro.
Em outubro de 2023, participou de uma etapa da Copa do Mundo de Bocha, ocorrida em Póvoa do Varzim, Portugal. Na modalidade de duplas, disputou junto com Mateus Carvalho. Ganharam todos os jogos da fase de grupos, e na final derrotaram a Coreia do Sul por 4 a 1. Evelyn também disputou a modalidade individual, chegando até as quartas de final, onde foi derrotada por Evani Calado por 6 a 2.

## Vida pessoal
Evelyn é formada em Publicidade e Propaganda, na turma de 2017.